# Рождаемость в Иране
Иран выделяется среди всех стран мира по своей динамике рождаемости: в 1990-е годы рождаемость быстро падала, что многие авторы считают наиболее быстрым падением во всем мире. До этого рождаемость была чрезвычайно высокой и находилась на уровне, типичном для развивающихся арабских и африканских стран, где существуют религиозные и социальные нормы, направленные на максимизацию числа детей в семье (в среднем, 40-50 ‰, то есть, в стране случалось от 40 до 50 рождений на 1000 человек всего населения). В настоящее время общий коэффициент рождаемости в Иране, по данным ООН, достиг всего 18 ‰ или 18 рождений на 1000 человек общего населения (примерно на уровне развитых стран Запада), что говорит о завершении демографического перехода в стране. Из-за колоссального падения рождаемости резко трансформировалась и иранская возрастная структура: в ней стало гораздо меньше молодежи (до 30 лет) — эта доля упала c чрезвычайно высокого уровня 72 % в 1986 г. и 71 % в 1991 г. до 60 % в 2006 г. и 55 % в 2011 г., а процент пожилых и старых людей резко вырос — с 3,1 % и 3,5 % до 5,2 % и 5,7 %, или в 2 раза, за те же годы. Реальная демографическая статистика разрушает распространенный стереотип, что якобы население Ирана, как и население всех остальных ближневосточных стран — молодое и омолаживающееся.

## Динамика рождаемости в Иране с середины XX века доИсламской революции1979 г
До середины XX века статистика населения в Иране отсутствовала, поэтому динамика рождаемости неизвестна. Первые данные, появляющиеся в начале 1950-х гг., говорят об очень высоком уровне рождаемости — почти 50 ‰ или на уровне физиологического максимума (то есть на уровне предельно возможного числа рождений для женщины). В 1950-е гг. из-за экономической модернизации, улучшения уровня жизни, питания и некоторого развития медицины в стране началось быстрое падение смертности: с 23,7 ‰ в 1951-56 гг. до 17 ‰ в 1956-66 гг. В результате рост населения между переписями 1956 и 1966 гг. достиг очень большой величины — 3,1 % в год. Поэтому правительство шаха Мохаммада-Реза Пехлеви, стремившееся к снижению рождаемости, выразило серьезное беспокойство таким крайне быстрым ростом населения. Уже через год после переписи, в 1967 г. была введена первая программа планирования семьи. Она принесла достаточно скромные результаты: рождаемость снизилась с 49 ‰ в 1966 г. всего лишь до 40,1 ‰ в 1966-76 г. Смертность впрочем тоже не стояла на месте и падала даже быстрее рождаемости — до 13 ‰ за тот же период. Поэтому естественный прирост изменился слабо — до 2,7 % в год. Это произошло потому, что программа оказалась недостаточно эффективной; также, само население было еще недостаточно модернизированным и было не готово принять методы планирования семьи.

## Динамика рождаемости в Иране после Исламской революции 1979 года
После революции программа планирования семьи была отменена как прозападный элемент в политике шаха. Новое руководство стало поощрять рождаемость, призывая к созданию 20-миллионной армии. Стала активно пропагандироваться роль женщин как матерей и хранительниц домашнего очага, а не как работающих членов общества. Была введена система рационирования, по которой чем больше в семье было членов — тем больше ей доставалось товаров, в том числе дорогих и престижных предметов потребления. Поэтому семьям стало выгодно рожать как можно больше детей. Кроме того, кровопролитная война с Ираком привела к тому, что женщины, пославшие сыновей на фронт, стали бояться, что они погибнут в столкновениях с иракской армией, и рожали еще детей, чтобы в случае гибели сына у них был ребенок, который бы его заменил. В результате всего этого рождаемость резко повысилась — вновь до 49,6 ‰ в 1986 г. При этом из-за социальной политики продолжалось снижение смертности — до 10,4 ‰ в год. Поэтому перепись населения в том же году зарегистрировала прирост 39,2 ‰ в год — возможно, самый высокий в мире. В условиях серьезнейшего экономического кризиса в обществе, в том числе среди правящего духовенства, возникло беспокойство, что страна при таком стремительном росте населения просто не сможет обеспечить своим гражданам достойный уровень жизни. Поэтому была начата разработка новой программы планирования семьи, которая и была принята в 1989 г. Она предусматривала, например: помощь министерству здравоохранения и медицинского образования, чтобы оно смогло предоставить всем брачным парам нужные услуги планирования семьи, кампанию в государственных СМИ и в мечетях, чтобы убедить население рожать как можно меньше детей, обучение женихов и невест методам контрацепции. Ее применение принесло успешные результаты. Общий коэффициент рождаемости упал с 38,2 ‰ в 1985-89 гг. до 20,9 ‰ в 1995-99 гг. и до 18,1 ‰ в 2005—2009 гг.. Несмотря на падение смертности до крайне низких величин — с 9,1 ‰ до 6 ‰ и 5,2 ‰ за те же годы (общий коэффициент смертности упал так сильно, что оказался в 2005—2009 гг. в 2 раза ниже, чем в Германии, где он был равен 10,3 ‰), падение рождаемости его с лихвой перекрыло, и естественный прирост снизился за это время с 2,9 до 1,3 % в год. Самая высокая рождаемость в 2006 г. наблюдалась в расположенном на границе с Пакистаном округе Сараван, населенном белуджами — 30 ‰, но даже она была почти в 2 раза ниже, чем в 1986 г. в целом по стране. Суммарный коэффициент рождаемости даже упал ниже простого воспроизводства — до 1,9 ребенка на женщину к концу репродуктивного возраста (50 лет) по переписи 2006 г. (при необходимом уровне 2,2). Если рождаемость останется ниже уровня простого воспроизводства, то через определенное время население Ирана стабилизируется, а затем начнет сокращаться. Демографическое поведение иранцев стало таким же, как на Западе: в иранских семьях — главным образом, по два ребенка. В Тегеране рождаемость даже упала до уровня всего 1,4 детей на женщину (то есть, большинство семей в столице имеют только одного ребенка). Это — крайне низкий показатель. Для сравнения, в 1986 г. на каждую иранскую женщину к пятидесяти годам приходилось по семь детей — максимально возможный уровень. У властей снова возникло беспокойство, но на этот раз уже из-за очень низкого уровня рождаемости, и программа планирования семьи была опять отменена решением Верховного Лидера А. Хаменеи в 2012 году, а вместо неё были введены поощряющие рождаемость меры. На поддержку многодетных семей и стимулирование рождаемости государством было выделено 10 млн долларов. Обработка результатов последней переписи 2016 г. позволит точно прояснить, поднялась ли рождаемость после введения этих мер, и если поднялась, то насколько.

## Факторы, повлиявшие на быстрое падение рождаемости
Среди таких факторов надо отметить быстрый рост городского населения: по данным ООН, с очень небольшого уровня 28 % в 1956 г. до 50 % в 1980 г. и 70 % — уровень развитых стран мира — в 2010 г.. Известно, что горожане ограничиваются меньшим числом детей, чем жители деревень. Также важнейшим фактором стал рост женской грамотности. Интересно, что иранская рождаемость стала падать в полном соответствии с демографической теорией — когда женская грамотность превысила 40 %, как и произошло в большинстве стран мира. Иранское население в 1990-х гг., в отличие от шахского времени, легко восприняло идеи снижения рождаемости. А программа планирования семьи, в свою очередь, после 1989 г. предоставила в распоряжение всех желающих возможность использования практик и техник планирования семьи, что сделало возможным беспрецедентно быстрое падение числа детей в семье. Параллельно значительно возрос возраст вступления в брак — для женщин до 23,4 лет по переписи 2011.